# Gostinu
Gostinu es una comuna ubicada en el distrito de Giurgiu, Rumania.

## Superficie
Cuenta con una superficie de 51,33 kilómetros cuadrados.

## Demografía
Hasta 2021 la población era de 1578 habitantes, con una densidad de población de 30,74 habitantes por kilómetro cuadrado.